# Scudderia bivittata
Scudderia bivittata är en insektsart som beskrevs av Piza Jr. 1976. Scudderia bivittata ingår i släktet Scudderia och familjen vårtbitare. Inga underarter finns listade i Catalogue of Life.